# 水戸市立第四中学校
水戸市立第四中学校（みとしりつ だいよんちゅうがっこう、略称「水戸四中」）は、茨城県水戸市元吉田町にある市立の中学校。1958年（昭和33年）4月1日に、水戸市立吉田中学校と水戸市立酒門中学校を統合して開校した。北関東の公立中学校で一番人数の多いマンモス校である。

## 沿革
- 1958年4月1日 - 創立
- 1958年4月12日 - 開校
- 1962年4月6日 - 制服制定
- 1963年7月20日 - 校歌制定
- 1963年3月31日 - 屋内体育館完成
- 1963年7月20日 - 校旗・校歌制定
- 1970年7月26日 - プール完成
- 1981年1月16日 - 自校給食開始
- 1981年7月6日 - 応援歌制定及び応援団旗樹立
- 2017年3月2日 - 小林育英会17回目受賞
- 2017年3月23日 - 自校給食終了

## 教育方針

### 学校教育目標
- 自ら学び実践し心豊かにたくましく生きる生徒の育成[1]

### 目指す生徒像
- 清純で自ら鍛える知性豊かな生徒たれ[1]

### スローガン
- 夢中・熱中・集中・いじめ0[2]

## 部活動
吹奏楽部が2010年の全日本吹奏楽コンクールへ出場、金賞を受賞した。

### 2018年現在
野球部（男）、サッカー部（男）、陸上部（男女）、ソフトテニス部（男女）、バスケ部（男女）、バレー部（男女）、卓球部（男女）、体操部（男女）、剣道部（男女）、レスリング部（男女）、ソフトボール部（女）、柔道部（男女）、水泳部（特設、男女）、新体操部（特設、男女）、バドミントン部（特設、男女）、吹奏楽部、合唱部、パソコン部、美術部、英会話部、手芸部

## 制服
- 男子　
  - 冬服は標準的[要出典]な学生服上下である。
  - 夏服はカッターシャツ、スラックスである。
- 女子　
  - 冬服はブレザー、ブラウス、吊りスカートである。
  - 夏服はブラウス、吊りスカートである
- 例年[いつ?]と異なる対応
  - 2020年6月22日より学校指定のジャージ及び体操服での生活、登下校となっている。
  - コロナ禍により着用した衣服は、帰宅後に洗濯することが望ましいという見解を受けて実施するものである。
  - 今後の状況にもよるが、とりあえず夏服の期間中の対応となる。
  - 制服（現状としては上記の夏服が該当）で登校してはいけなくはなく、各生徒で判断となる。

## 交通
- JR常磐線水戸駅からバスで約15分

## 著名な出身者
- 上田綺世 - サッカー日本代表
- 武将山‐力士